# Grafenwöhr
Grafenwöhr è un comune tedesco di 6 901 abitanti, situato nel land della Baviera.

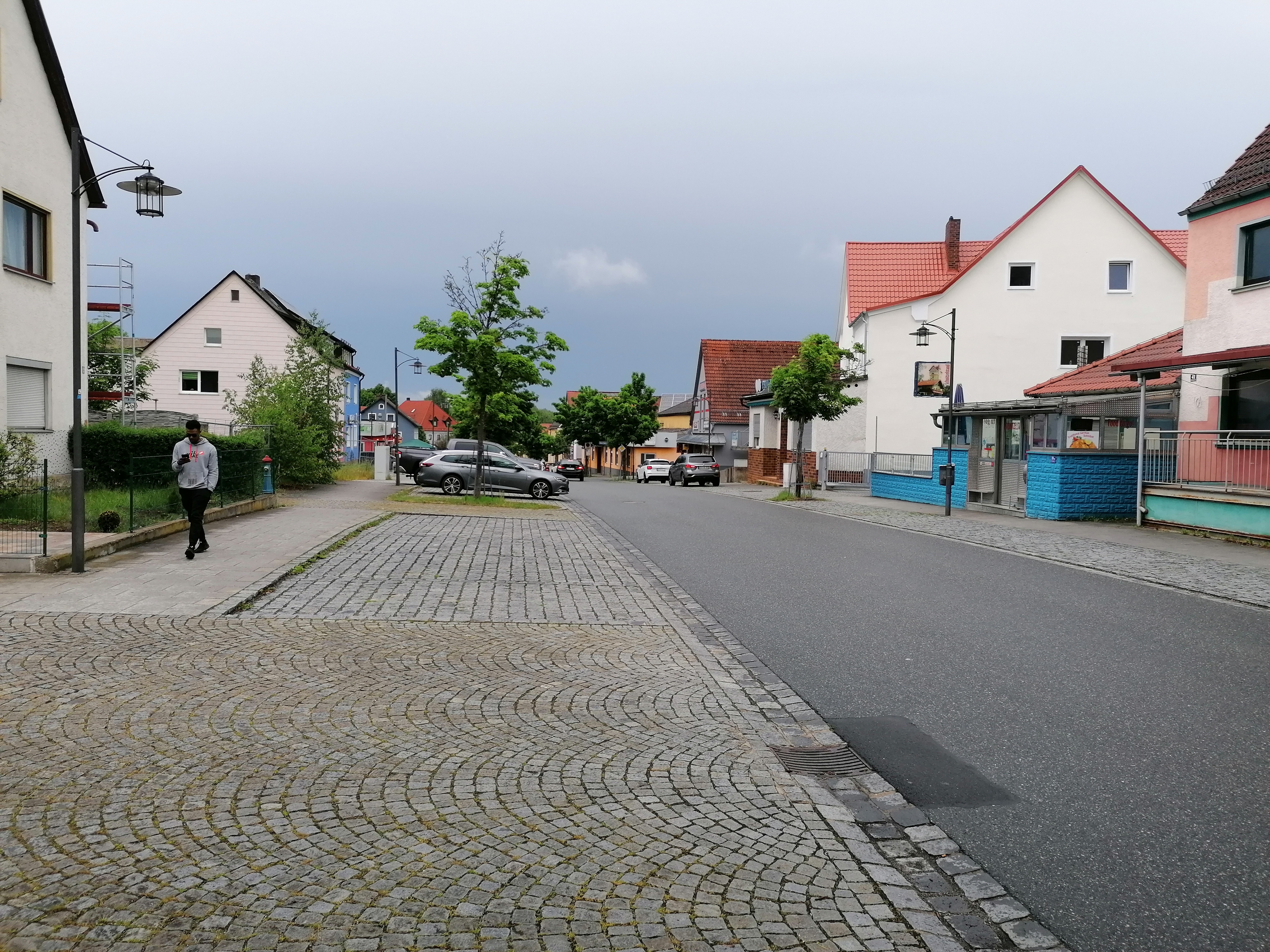
Alte Amberger Straße